# Biały wywiad
Biały wywiad, rozpoznanie z ogólnodostępnych źródeł (ang. open-source intelligence; OSINT) – kategoria rozpoznania oraz forma wywiadu gospodarczego, polegająca na gromadzeniu informacji pochodzących z ogólnie dostępnych źródeł. Wykorzystywana jest zarówno w wywiadzie państwowym, jak i gospodarczym. Wywiadowcy posługują się wyłącznie jawnymi i etycznymi metodami pozyskiwania informacji.
Do „białych” źródeł należą m.in.:
- życie publiczne
- wypowiedzi przedstawicieli państwa
- Internet w tym serwis społecznościowy Facebook, YouTube i inne środki nowej komunikacji otwartej
- sondy społeczne
- prasa (szczególnie lokalna oraz specjalistyczna) i inne środki masowego przekazu
- dokumentacja, jaką przedsiębiorstwa muszą udostępnić według wymogów prawa
- ogólnie dostępne rejestry
- sądowe ogłoszenia upadłości i postanowienia o postępowaniu układowym
- wydawnictwa marketingowe: biuletyny, informatory, reklamy
- analizy produktów (inżynieria odwrotna)

## Kategorie „białych” źródeł
Źródła OSINT można podzielić na sześć różnych kategorii przepływu informacji:
- Media: gazety, czasopisma, radio i telewizja.
- Internet: publikacje online, blogi, grupy dyskusyjne, media obywatelskie (tj. filmy z telefonów komórkowych, treści tworzone przez użytkowników), YouTube i inne serwisy społecznościowe (tj. Facebook, Twitter, Instagram itp.). To źródło wyprzedza także wiele innych źródeł ze względu na jego aktualność i łatwość dostępu.
- Dane administracji publicznej: raporty administracji publicznej, budżety, przesłuchania, książki telefoniczne, konferencje prasowe, strony internetowe i przemówienia. Chociaż to źródło pochodzi z oficjalnego źródła, jest publicznie dostępne i można z niego korzystać w sposób otwarty i swobodny.
- Publikacje profesjonalne i akademickie: informacje uzyskane z czasopism, konferencji, sympozjów, prac naukowych i rozpraw.
- Dane handlowe: oceny finansowe i przemysłowe, bazy danych przedsiębiorstw itp.
- Szara literatura: raporty techniczne, patenty, dokumenty robocze, dokumenty biznesowe, niepublikowane prace i biuletyny.

## Etapy procedury wywiadowczej
OSINT można podzielić na sześć głównych etapów:
- Określenie celu: definiowanie jakie informacje są potrzebne i w jakim celu będą wykorzystywane. Może to dotyczyć różnych dziedzin, takich jak bezpieczeństwo, wywiad gospodarczy czy badania rynku.

- Zbieranie danych: kompletowanie jak największej ilości danych z różnych publicznych źródeł.

- Wstępna analiza i weryfikacja: sprawdzenie spójności informacji poprzez porównanie z danymi z innych, niezależnych źródeł, ocenę reputacji źródła oraz identyfikację ewentualnych manipulacji.
- Ocena i selekcja danych: eliminacja informacji nieistotnych, nieaktualnych lub niezwiązanych z celem badania. Może to obejmować selekcję danych na podstawie kryteriów takich jak data publikacji czy kontekst.

- Przetwarzenie danych: przekształcenie surowych danych w formę nadającą się do interpretacji. Proces ten może obejmować organizację informacji w tabele, wykresy lub mapy powiązań, a także łączenie danych z różnych źródeł.

- Prezentacja danych: przygotowanie wyników dla odbiorców końcowych (np. klientów) i końcowa weryfikacja poprawności danych oraz ocena ewentualnych luk lub błędów logicznych[3][4].